# 卡尔斯 (东比利牛斯省)
卡尔斯（法語：Calce，法語發音：[kals] ⓘ）是法国东比利牛斯省的一个市镇，属于佩皮尼昂区。

## 地理
卡尔斯（42°45'32"N, 2°45'14"E）面积23.77 平方千米，位于法国奧克西塔尼大區东比利牛斯省，该省份为法国大陆部分最南部的省份，涵盖了北加泰罗尼亚，北起奥德省，西接阿列日省和安道尔，南与西班牙接壤，东临地中海。
与卡尔斯接壤的市镇（或旧市镇、城区）包括：卡斯德佩讷、巴沙斯、里维耶尔新城、佩济亚拉里维耶尔、蒙内、埃斯塔热勒。

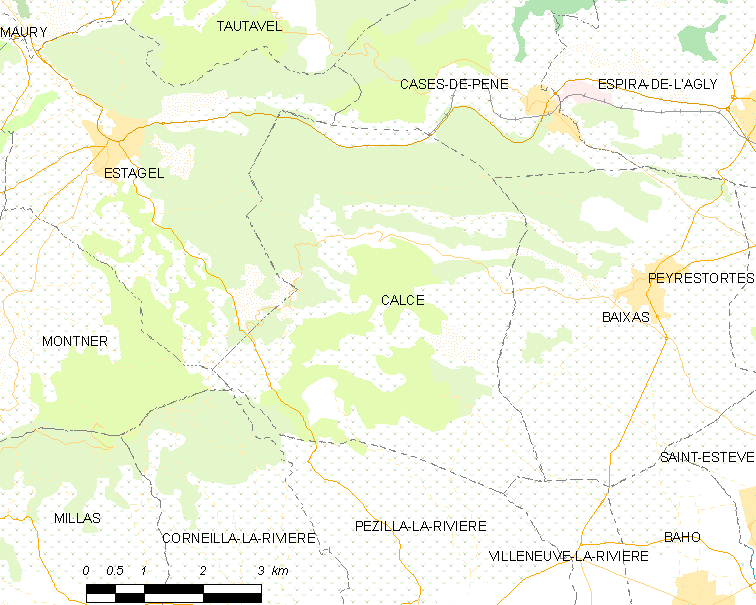
的OSM定位图

卡尔斯的时区为UTC+01:00、UTC+02:00（夏令时）。

## 行政
卡尔斯的邮政编码为66600，INSEE市镇编码为66030。

## 政治
卡尔斯所属的省级选区为勒里贝拉勒县。

## 人口

1962-2008年间人口变化图示

卡尔斯于2022年1月1日时的人口数量为224人。